# کارل ودرز
کارل ودرز (انگلیسی: Carl Weathers؛ ۱۴ ژانویهٔ ۱۹۴۸ – ۱ فوریهٔ ۲۰۲۴) بازیگر، کارگردان، بوکسور و لاین‌بکر فوتبال گریدیرون آمریکایی بود. نقش‌های او شامل آپولو کرید در فیلم‌های راکی (۱۹۷۶–۱۹۸۵) و همچنین ستیزه‌جویان، غارتگر و داستان اسباب‌بازی می‌شد. او نقشی تکرارکننده در مجموعهٔ جنگ ستارگان تحت عنوان مندلورین (۲۰۱۹–۲۰۲۳) داشت که برای آن نامزد جایزه امی ساعات پربیننده در رشتهٔ بهترین بازیگر مهمان شد.

## زندگی شخصی و درگذشت
ودرز و همسر سابقش، مری ان، دو پسر داشتند.
ودرز در ۱ فوریهٔ ۲۰۲۴ در خانهٔ خود در لس آنجلس در ۷۶ سالگی درگذشت. خانواده او در بیانیه‌ای گفتند که او در خواب و با آرامش درگذشت.